# Eric Woolfson
Eric Woolfson (18. marts 1945 i Glasgow – 2. december 2009 i London) var en skotsk sangskriver, sanger, pianist og musikproducent, og medstifter af gruppen The Alan Parsons Project.  Han skrev to sange, som kom på den britiske singlehitliste.
Efter Woolfson og Alan Parsons gik hvert til sit under indspilningen af Freudiana, arbejde han med musicals.  Hans musicals er primært blevet opført i Tyskland og Østrig, men ind i mellem også i Sydkorea og Japan.

## Karriere
Woolfson, der var af jødisk slægt, blev født i Charing Cross-området i Glasgow, og voksede op i Pollokshields-området.  I sine tidlige teenageår, begyndte han at komponere musik.  Han flyttede til London, hvor han som 18-årig fik arbejde som studiepianist.  Andrew Loog Oldham, Rolling Stones' pladeproducer, skrev kontrakt med ham som sangskriver.  De følgende år skrev Woolfson sange til blandt andre Marianne Faithfull, Frank Ifield, Joe Dassin, The Tremeloes, Marmalade, Dave Berry og Peter Noone.  Hans sange blev indspillet af over hundrede musikere i Europa og Nordamerika.  I 1960'erne arbejde han med to den gang ukendte musikere, Andrew Lloyd Webber og Tim Rice.
I 1971 udgav han under navn Eric Elder singlen "San Tokay" / "Sunflower", produceret af Eric Stewart, Kevin Godley, Lol Creme og Graham Gouldman (som senere blev 10cc).  Woolfson producerede dernæst en single skrevet af Graham Gouldman ("Nowhere To Go" / "Growing Older"), som blev udgivet i 1972.

### The Alan Parsons Projects
I 1975 slog Woolfson sig sammen med Alan Parsons, der havde været tekniker på albummer af The Beatles, Paul McCartney og Pink Floyds The Dark Side of the Moon.
Samarbejdet med Parsons udmyntede sig i gruppen The Alan Parsons Project, hvor Woolfson og Parsons hver især fik mulighed for at udnyttes deres talenter.  Oprindelig var gruppens navn arbejdstitlen på deres samarbejdsprojekt, men endte med at være navnet på en gruppe, der fra 1976 til 1987 udgav ti albummer, der over hele verden i alt har solgt over 40 millioner 
eksemplarer.
Til albummerne indspillede Woolfson et vejledningsspor til hver sang, som albummernes endelig vokalist anvendte som reference.  Nogle af disse vejledningsspor findes på en række genudgivelser fra 2007.  Woolfson sang selv på mange af gruppens største hits, så som "Time", "Don't Answer Me", "Prime Time" og deres mest kendte sang "Eye in the Sky", der i 1982 opnåede en placering som nummer tre på Billboards Hot 100-hitliste.

### Musicals
Albummet Freudiana, der har Sigmund Freud som tema, var oprindelig tænkt som Alan Parsons Projects ellevte album, men Woolfson var interesseret i at gøre projektet til en musical.  Under indspilningen af albummet, mødte Woolfson Brian Brolly, der tidligere havde samarbejdet med Andrew Lloyd Webber om at lave musicals som eksempelvis Cats.  Med Brollys hjælp gjorde Woolfson Freudiana til en musical.
Før Freudiana i 1990 havde premiere på scenen i Wien, blev der udgivet dobbeltalbum.  Musicallen var en succes, og det var meningen at den skulle have vært opsat i andre byer, men planerne blev skrinlagt, da Brolly og Woolfson blev uenige om kontrollen med projektet, en strid som Brolly vandt.
Hans næste musical, Gaudi fra 1995, handlede om den spanske arkitekt Antonio Gaudi, og blev opført i fem år i flere tyske produktioner.  Den tredje musical, Gambler fra 1996, havde også premiere i Tyskland, og blev opført flere end 500 gange i sin første produktion.  I Sydkorea var der fem produktioner af Gambler, hvoraf en turnerede i Japan i 2002 på koreansk.  Den fjerde musical, Edgar Allan Poe, baseret på forfatteren Edgar Allan Poes liv, blev i 2003 præsenteret i Abbey Road Studios i London. Musicalen blev udgiven i marts 2010 som More Tales of Mystery and Imagination på cd og dvd.
Dancing Shadows, baseret på antikrigsskuespillet Forest Fire af den koreanske dramatiker Cham Bum-Suk og med en bog af Ariel Dorfman, havde premiere i juli 2007 i Sydkorea.

## Privatliv
Fra 1969 til sin død, var Woolfson gift med Hazel, med hvem han havde to døtre.  Han døde af kræft den 2. december 2009 i London.

## Diskografi
Se The Alan Parsons Project for gruppens diskografi.
- 1971 "San Tokay" / "Sunflower" – som Eric Elder
- 1972 "Nowhere To Go" / "Growing Older" – af Graham Gouldman, produceret af Eric Woolfson
- 1990 Freudiana – dobbeltalbum, indspillet som et The Alan Parsons Project-album
- 1991 Black Freudiana – musical
- 1996 Gaudi – musical baseret på albummet af samme navn
- 1997 Gambler – musical baseret på albummet The Turn of a Friendly Card
- 2003 Poe: More Tales of Mystery and Imagination
- 2007 Dancing Shadows – musical
- 2009 The Alan Parsons Project That Never Was